# Grube Hermannsfreude
Die Grube Hermannsfreude ist eine ehemalige Buntmetallgrube im Bensberger Erzrevier in Rösrath. Sie lag in der Umgebung von Lüghausen und Großbliersbach.

## Geschichte
Die Grube Hermannsfreude wurde  am 3. April 1867 auf Blei, Kupfer und Zink verliehen. In der Berechtsamsakte gibt es nur spärliche Hinweise. Erwähnt wird, dass die AG Bergbau, Blei- und Zinkfabrikation zu Stolberg und in Westfalen ab 14. September 1892 Eigentümer war. Neuer Eigentümer wurde am 31. Januar 1939 die 1837 von dem belgischen Bankier und Industriellen François-Dominique Mosselman gegründete „Société Anonyme des Mines et Fonderies de Zinc de la Vieille-Montagne“. In der Zeit von 1853 bis 1881 wurden 80 t Blende und 170 t Bleierze gefördert. Nach Buff war der Gang im Übrigen taub. Eine 1967 abgeteufte Kernbohrung erbrachte allerdings das Ergebnis, dass es sich um ein höffiges Vorkommen handele.